# Natalia Sheremeteva
A Princesa Natália Boríssovna Dolgorukova (Dolgorukaia) (nascida Condessa Sheremeteva, após a tonsura, monja asceta Nektaria; 17 (28) de janeiro de 1714 — 3 (14) de julho de 1771, Kiev) foi uma célebre memorialista do Século XVIII, uma das primeiras escritoras russas, filha do Conde Boris Petróvitch Sheremetiev, esposa do Príncipe Ivan Alekseievitch Dolgorukov, avó do príncipe Ivan Mikhailovitch Dolgorukov.

## Biografia
Da linhagem dos Sheremetev. Aos cinco anos, perdeu o pai, aos catorze, a mãe. Aos 15 anos, começou a frequentar a sociedade, e logo recebeu um pedido de casamento do favorito de Pedro II, I. A. Dolgorukov. O noivado de Natália e Ivan aconteceu três dias depois do noivado de Pedro II com a irmã de Dolgorukov.
Ela não abandonou seu noivo quando ele caiu em desfavor (após a morte de Pedro II e a ascensão ao trono de Ana Ioannovna). Casou-se com ele em 8 (19) de abril de 1730, e quase imediatamente foi com ele para o exílio em Beriózov.
No exílio, Natália Boríssovna deu à luz os filhos Mikhail e Dmítri, o mais novo, poucos dias antes da segunda prisão do marido. Após a execução da pena do marido, recebeu permissão de voltar para Moscou com os dois filhos. Dolgorukova adiou a tonsura para receber o hábito de monja até o momento em que seu filho mais velho terminou os estudos, ingressou no serviço público e se casou. Do filho mais novo, que sofria de uma doença incurável, Natália Boríssovna não se separou até a morte dele em 1769.
Em 1758 ela recebeu a tonsura para se tornar monja no monastério de Kiev-Florosvki, e em março de 1767, recebeu a skima. Em janeiro de 1767, pouco antes de receber a skima, escreveu para os netos suas memórias ("Svoerutchnye zapiski...", Notas manuscritas), publicadas pela primeira vez na revista de Maksim Ivanovitch Nevzórov, "O Amigo da Juventude", em 1810 (publicação científica —  São Petersburgo, 1913).

## Família
Teve dois filhos.
- Mikhail Ivanovitch (1731 — 1794), conselheiro civil (funcionário público de 5º grau), foi tutor honorário no Orfanato de Moscou, e chefe da nobreza da província de Moscou. Casou-se em primeiras núpcias com Anna Mikhailovna Golitsyna (1733 — 1755), e em segundas com Anna Nikolaievna Stroganova (1731 — 1813), com quem gerou o Príncipe Ivan Mikhailovitch Dolgorukov (1764 — 1823), poeta e dramaturgo.
- Dmítri Ivanovitch (1737 — 1769) nasceu com disfunções mentais, morreu no Monastério Frolovski em Kiev, depois anos antes da morte de sua mãe, no mesmo monastério.

## Memória
Наталье Борисовне посвятил одну из своих «Дум» (XX) Рылеев. Превратности судьбы Долгорукой воспел и другой русский романтик, И. И. Козлов:

## Obras
- Своеручные записки княгини Натальи Борисовны Долгорукой дочери г. фельдмаршала графа Бориса Петровича Шереметева / Подг. текста, послесл., прим. Е. В. Анисимова. СПб., 1992. — 144 с., ил. — ISBN 5-280-01345-5, то же: Долгорукая Н. Б. Записки, оставшиеся по смерти княгини Натальи Борисовны Долгорукой / Изд. H.M. Усова. Вступит. статья и примеч. П. П. Смирнова. — Спб.: Синод. тип., 1912. — 70 с., авторитетная публикация: Долгорукая Н. Б. Своеручные записки княгини Натальи Борисовны Долгорукой дочери г. фельдмаршала графа Бориса Петровича Шереметева. СПб., 1913. — 52 с.

- - Eis o comentário de Dmítri Petrovitch Sviatopolsk-Mirski: "A maior beleza [do texto], além da elevação moral da autora, está na perfeita simplicidade e sinceridade despretensiosa da narrativa e no russo maravilhosamente puro em que somente uma aristocrata que viveu antes da época dos professores escolares poderia escrever" [2].

- Письма княгини Натальи Борисовны Долгоруковой // Русский архив. 1867. Вып.1. Стлб.52-59.

## Literatura
- Долгорукова, Наталья Борисовна // Энциклопедический словарь Брокгауза и Ефрона : в 86 т. (82 т. и 4 доп.). — СПб., 1890—1907.
- Е-а ‹Есипович› Я. Г. Княгиня Наталья Борисовна Долгорукова // Отечественные записки. 1858. Январь — февраль. Кн.1. Разд. I. С.275-300.
- Толычева Т. Наталья Борисовна Долгорукова и березовские ссыльные. М., 1874.
- Корсаков Д. А. Из жизни русских деятелей XVIII века. Казань, 1891.
- Корсаков Д. Княгиня Наталья Борисовна Долгорукая // Исторический вестник, 1886. — Т. 23. — № 2. — С. 263—282.
- Шереметев С. Д., гр. Схимонахиня Нектария. Княгиня Наталья Борисовна Долгорукова, дочь Фельдмаршала Шереметова. Вып. I. М., 1909.
- Агеева Л. И. По следам княгини Натальи Долгоруковой: Научно-популярное издание.. — Киев: Издательство «LPMedia», 2011. — ISBN 978-966-2449-00-6.
- Мельцин М. О. История текста мемуаров схимонахини Нектарии (княгини Н. Б. Долгоруковой) // Проблемы дипломатики, кодикологии и актовой археографии: Материалы XXIV Международной научной конференции. Москва, 2–3 февраля 2012 г. / Отв. ред. – Шустова Ю.Э. М., 2012.. — С. 403—405. — ISBN 978-5-7281-1294-5.
- Наталья Борисовна Долгорукова и берёзовские ссыльные. Т. Толычева. Типография товарищества И. Д. Сытина. Москва. 1912.